# 劉光沛
劉光沛（？—？），號碧原，湖广长沙府湘潭县人。明朝政治人物。

## 生平
萬曆二十二年（1594年）甲午科湖广鄉試舉人，天啓二年（1622年）壬戌科進士。刑部观政，三年授廣東河源县知县，崇祯元年（1628年）考选福建道御史，疏荐江西布衣令国威精於火攻，兼有商人史经纶捐资一百五十两制造火车、火炮等物，请下工部会同总理提协科道择日騐试，帝报可。不久养病。二年補山东道御史，三年七月巡按四川，五年革职为民。卒祀乡贤。

## 家族
祖父刘宇。父刘自化，赠福建道御史。